# Babycurus wituensis
Espèce
Babycurus wituensis est une espèce de scorpions de la famille des Buthidae.

## Distribution
Cette espèce se rencontre au Kenya et en Tanzanie.

## Description
Le mâle holotype mesure 45 mm.
Babycurus taramassoi mesure de 45 à 57 mm.

## Étymologie
Son nom d'espèce, composé de witu et du suffixe latin -ensis, « qui vit dans, qui habite », lui a été donné en référence au lieu de sa découverte, Witu.

## Publication originale
- Kraepelin, 1913 : « Neue Beiträge zur Systematik der Gliederspinnen. III. A. Bemerkungen zur Skorpionenfauna Indiens. » Mitteilungen aus dem Naturhistorischen Museum in Hamburg, vol. 30, p. 123-167 (texte intégral).